# Hangikjöt

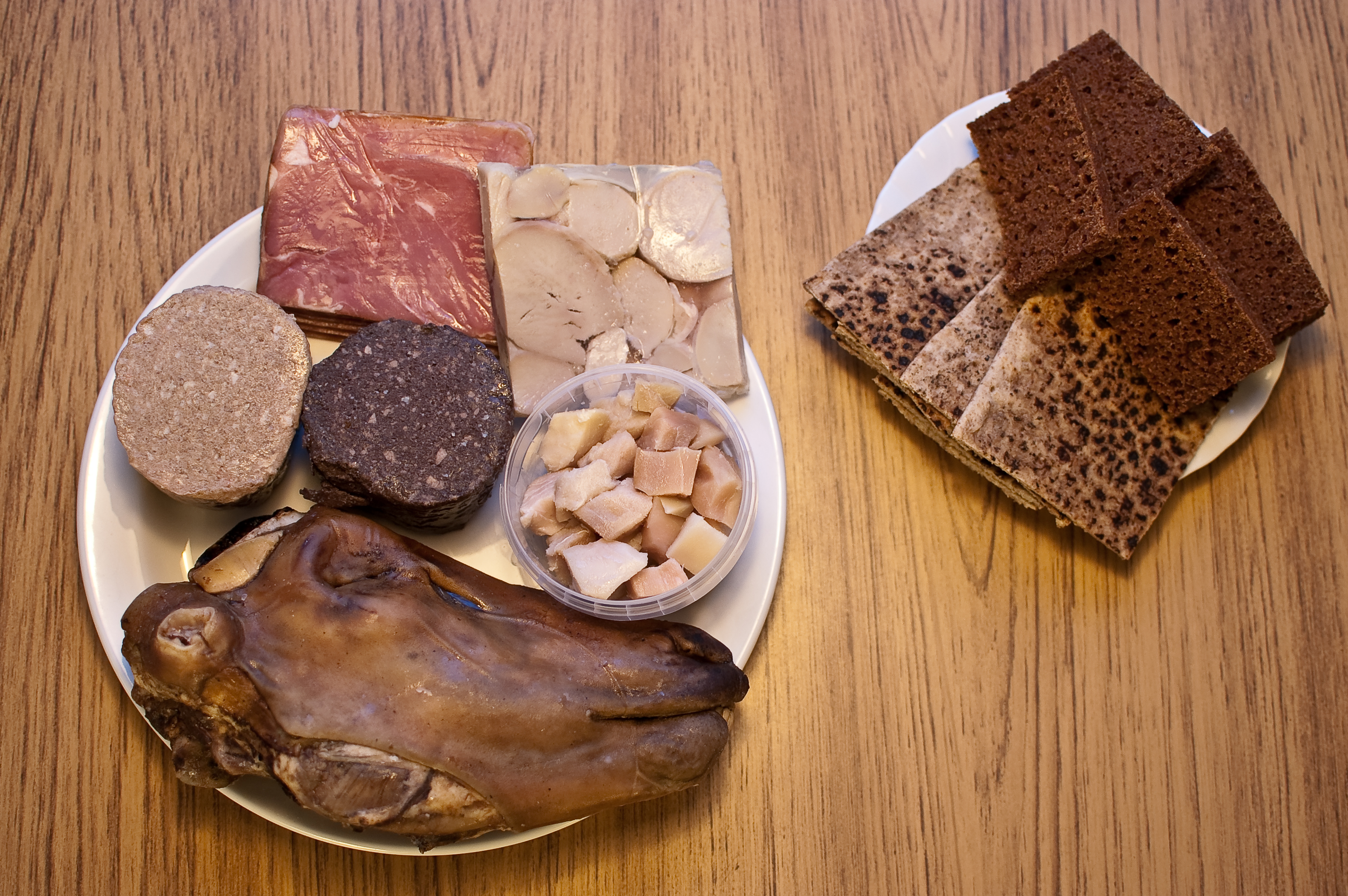
Traditionelle isländische Speisen – Lammkopf als Hangikjöt unten auf dem linken Teller

Hangikjöt (gesprochen etwa Haun-gi-kjöt) ist geräuchertes isländisches Lammfleisch. Wörtlich übersetzt bedeutet es Hängefleisch, weil es lange im Eldhús, dem Küchenhaus, hängt. In alten Zeiten war es ein Festtags- oder Weihnachtsessen. So holt sich auch „Ketkrókur“, einer der isländischen Weihnachtsgesellen, seinen Teil.
Anders als einige andere traditionelle isländische Speisen ist Hangikjöt zum Beispiel auf Flatbrauð auch für viele Nicht-Isländer eine leckere Mahlzeit.